# Балканска петлюга
Балканска петлюга (Pinguicula balcanica) е многогодишно хищно растение от семейство Мехуркови (Lentibulariaceae). Видът е балкански ендемит.

## Разпространение
Растението е ендемично за Балканския полуостров. Среща се в Албания, България, Гърция, Република Северна Македония и Сърбия. В България се среща в планините Стара планина, Пирин, Рила, Родопи, Витоша и др.
Расте в субалпийския пояс на планините на надморска височина от 900 до 2500 m. във влажни, кисели и бедни на хранителни вещества почви и често може да бъде намерено във високопланински торфени блата, мочурливи ливади, около извори и влажни скали.

## Описание
Листата са целокрайни, жлезисто лепкави и са събрани в основата на растението в розетка. Венчето е двуустно със синьо-виолетов цвят и с изправена цилиндрична шпора.
Цъфти от май до август, а плодовете узряват от юли до септември.
Липсващите хранителни вещества в бедните почви растението си набавя чрез улавяне на насекоми. Те са привлечени от капките по листата му и залепват за тях. След това растението ги храносмила отделяйки специални ензими.